# Abellerol escarlata septentrional
L'abellerol escarlata septentrional (Merops nubicus) és una espècie d'ocell de la família dels meròpids (Meropidae) i de l'ordre dels coraciformes (Coraciiformes). Abans es considerava que l'abellerol escarlata (Merops nubicus) estava format per dues subespècies: l'abellerol escarlata septentrional (M. nubicus nubicus) i l'abellerol escarlata meridional (M. nubicus nubicoides). Avui es considera que són espècies diferents.

## Distribució
Es distribueix per la zona afrotròpica, al nord de l'equador.

## Descripció
- Típic aspecte d'abellerol, amb cos esvelt, bec llarg i prim i colors vistosos.
- Plomatge predominantment carmí, amb excepció del cap i la gola blau verdós, i una distintiva màscara negra.
- Els ulls són vermells i té un bec negre, fi i corbat.
- Les plomes centrals de la cua són llargues.
- Els sexes són similars, i els joves es distingeixen per la falta de plomes allargades a la cua i la coloració general marró rosaci.

## Reproducció
Nien en grans colònies en talussos arenosos, en general a prop d'un riu, on utilitzen el bec per cavar llargs túnels horitzontals, sovint de dos metres o més. Allí ponen 2–3 ous.

## Alimentació
La seva dieta es compon principalment d'abelles i altres insectes voladors, com les llagostes i saltamartins. L'estratègia principal de caça és vigilar els insectes voladors des d'una perxa, alçar el vol i agafar-los amb el bec, abans de tornar a la perxa.